# Steve Savidan
Steve Savidan (Angers, 28 juni 1978) is een voormalig Frans profvoetballer die in 2009 zijn carrière afsloot bij SM Caen. Daarvoor speelde hij voor zeven andere Franse clubs, vooral in de tweede en derde divisie. Op 13 november 2008 speelde Savidan onder bondscoach Raymond Domenech zijn enige interland voor het Frans voetbalelftal, vriendschappelijk tegen Uruguay.